# Wojna domowa w Afganistanie (1928–1929)
     siły rządowe
     siły Sakkawistów

Animacja przedstawiająca przebieg wojny domowej w Afganistanie.
siły rządowe
siły Sakkawistów

Wojna domowa w Afganistanie – wojna domowa między reformistycznymi monarchistami a reakcjonistycznymi sakkawistami, która trwała 14 listopada 1928 do 13 października 1929 roku.

## Historia
Wojna wybuchła z powodu prób wprowadzenia przez króla Amanullaha Chana reform społecznych na wzór europejski, co nie zostało dobrze przyjęte przez teologów muzułmańskich sprzeciwiających się m.in. prawom kobiet i podatkom.
Pomimo wczesnych sukcesów, takich jak zdobycie Kabulu, zmuszenie do abdykacji Amanullaha Chana 17 stycznia 1929 i ogłoszenie emiratu, Sakkawiści zostali ostatecznie pokonani 13 października 1929 przez siły dowodzone przez nowego króla, Mohammada Nadera Szaha.
Zezwolenie sakkawistów na wycofanie się basmaczy na kontrolowane przez nich terytoria sprowokowało w 1929 roku radziecką interwencję w tym kraju.